# Lance Henriksen
Lance James Henriksen (* 5. května 1940 Manhattan) je americký herec, malíř a také hrnčíř.
Ve filmu se poprvé objevil v It Ain't Easy roku 1972 a od té doby hrál v desítkách dalších celovečerních filmů. Mimo jiné také ztvárnil postavu androida Bishopa ve filmech Vetřelci a Vetřelec 3. Na tuto roli opětovně navázal roku 2004, kdy ve filmu Vetřelec vs. Predátor hrál Charlese Bishopa Weylanda, zakladatele fiktivní společnosti Weyland (předchůdce Weyland-Yutani).
V kultovní sérii počítačových role-playing her Mass Effect dal hlas postavě admirála Stevena Hacketta a ve hře Detroit Become Human pak ztvárnil malíře Carla Manfreda, jemuž propůjčil i vzhled. Lance je v pořadí druhým hercem, který má speciální hattrick: Byl ve filmech zabit postupně Terminátorem (film Terminátor), Vetřelcem (film Vetřelci) a na konec i Predátorem (film Vetřelec vs. Predátor). Tím prvním hercem byl Bill Paxton.